# Fo Guang Shan
Fo Guang Shan (FGS) (en chino tradicional, 佛光 山; pinyin, Fó guāng shān; literalmente, ‘Montaña de la luz de Buda’) es una organización internacional  Budista Mahāyāna chino internacional y orden monástica con sede en Taiwán que practica el Budismo humanista. La sede, Monasterio Fo Guang Shan se encuentra en Distrito Dashu, Kaohsiung, y es el monasterio budista más grande de Taiwán. La organización también es una de las organizaciones benéficas más grandes de Taiwán. La contraparte de la organización para laicos se conoce como la Asociación Internacional Luz de Buda.
Fundada en 1967 por Hsing Yun, la orden promueve el Budismo humanista y es conocida por sus esfuerzos en la modernización del budismo chino. La orden es famosa por el uso de la tecnología y sus templos a menudo están equipados con el último equipo. La posición declarada de Hsing Yun para Fo Guang Shan es que es una "amalgama de las ocho escuelas del budismo chino "(en chino tradicional, 八 宗 兼 弘; pinyin, bāzōng jiānhóng). La orden Fo Guang Shan tiene una universidad asociada, Universidad Fo Guang, que ofrece títulos de pregrado y posgrado tanto en Estudios budistas como en campos seculares.
En Taiwán, Hsing Yun se conoce popularmente como uno de los " Cuatro Reyes Celestiales" y Fo Guang Shan es considerado uno de los "Cuatro Grandes Montañas" o cuatro organizaciones budistas principales del budismo taiwanés, junto con Dharma Drum Mountain, Tzu Chi y Chung Tai Shan.

## Historia
En 1967, Hsing Yun compró más de 30 hectáreas en el  Dashu Municipio, Condado de Kaohsiung como sitio para la construcción de un monasterio. La ceremonia de inauguración se celebró el 16 de mayo de 1967.

Fo Guang Shan se embarcó en muchos proyectos de construcción, incluidos edificios universitarios, santuarios y un cementerio. En 1975, se consagró la estatua de 36 metros de alto de Fo Guang Shan de  Amitābha Buddha. En 1981, 15 años después de su creación, se construyó el Gran Salón del Héroe. Durante estos tiempos, también se construyeron muchos otros templos de Fo Guang Shan fuera del monasterio madre de la orden. 

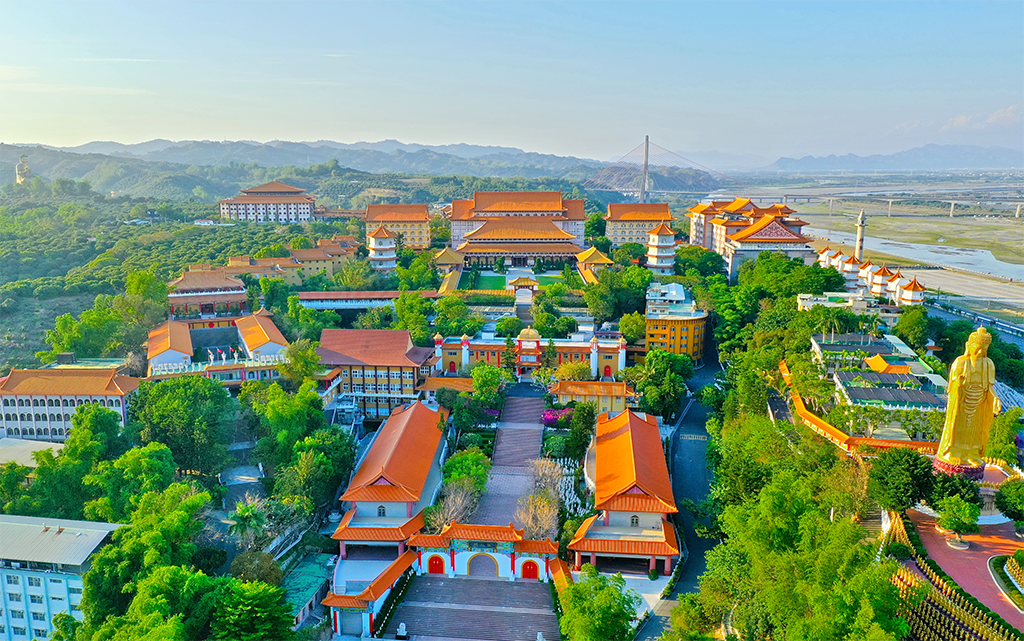
Vista aérea del Monasterio Fo Guang Shan, sede de la orden.

 En mayo de 1997, Hsing Yun anunció que cerraría la puerta de la montaña de Fo Guang Shan al público en general. Su razón para cerrar el monasterio fue dar a los monjes la atmósfera de clausura que necesitan para su práctica budista. En la práctica, muchos monasterios chinos también han cerrado sus puertas de montaña para dar un ambiente de clausura a los residentes del templo.
A finales de 2000, el entonces presidente Chen Shui-bian de la República de China y funcionarios gubernamentales de Kaohsiung visitaron Fo Guang Shan, trayendo consigo el deseo de sus electores de que Fo Guang Shan reabriera su montaña. portón. Después de la debida consideración, Fo Guang Shan decidió reabrir el monasterio hasta cierto punto, proporcionando así al público un lugar para practicar Budismo de la tierra pura. Además de que su sede es el monasterio más grande de Taiwán, tiene una red de más de 300 sucursales en todo Taiwán.
Fo Guang Shan entró en China continental a principios del siglo XXI, centrándose más en la caridad y el renacimiento cultural chino en lugar de la propagación budista para evitar conflictos con el Partido Comunista Chino, que se opone a la religión. La presencia de Fo Guang Shan en China aumentó bajo la presidencia del Secretario General  Xi Jingping después de que comenzara un programa para revivir las religiones tradicionales chinas.
En 2017, la orden tenía más de 1,000 monjes y monjas, y más de 1 millón de seguidores en todo el mundo, con sucursales en cincuenta países.

## Actividades
Se han establecido templos y organizaciones en 173 países de todo el mundo, y ahora abarca más de 3.500 monásticos. La organización enfatiza la educación y el servicio, manteniendo universidades, colegios budistas, bibliotecas, editoriales, centros de traducción, galerías de arte budista, casas de té y clínicas médicas móviles. También ha establecido una sala para niños, una casa de retiro, una escuela secundaria y una estación de televisión.

### Programas médicos y sociales
Los programas sociales y médicos de Fo Guang Shan incluyen una clínica médica gratuita con unidades móviles que atienden aldeas remotas, un programa anual de socorro de invierno organizado para distribuir ropa de abrigo y suministros de alimentos a los necesitados, un hogar para niños y ancianos, áreas de conservación de vida silvestre para proteger a los seres vivos, y un cementerio para el cuidado de los difuntos. El trabajo social de Fo Guang Shan se enfoca principalmente en ayudar a los pobres en áreas remotas.
La organización también gestiona orfanatos, hogares para ancianos y programas de rehabilitación de drogas en las cárceles. Fo Guang Shan también ha participado en algunos esfuerzos de ayuda internacional.

### Programas educativos

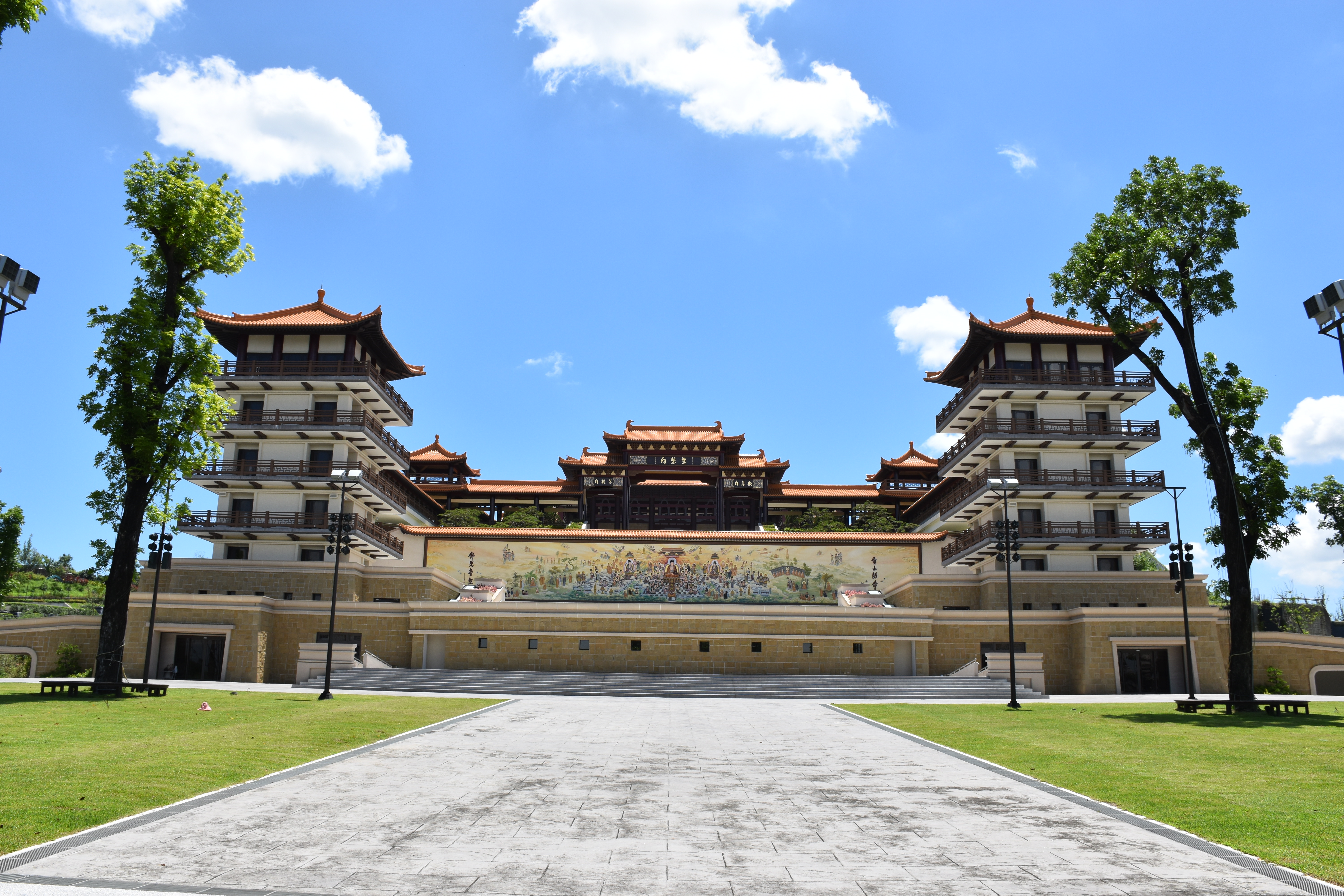
Repositorio de Fo Guang Shan Sutra, sede del Instituto de Budismo Humanista y biblioteca de más de 50 ediciones de cánones budistas.

Los programas educativos de Fo Guang Shan incluye cuatro colegios budistas, tres colegios regulares y varios colegios comunitarios. La Universidad Fo Guang se estableció en 2000. Se centra principalmente en las humanidades y las ciencias sociales. El instituto de investigación budista chino se subdivide en cuatro departamentos separados; una universidad para hombres y mujeres, y un departamento de estudios budistas internacionales e ingleses. La matrícula y el alojamiento son proporcionados por Fo Guang Shan, sin cargo. Otras universidades destacadas que ha establecido la orden incluyen la Nanhua University en Taiwán y la University of the West en Estados Unidos.
La organización también opera Pu-Men High School en Taipéi, Jiun Tou Elementary y Junior High School, Humanities Primary y Junior High School, que proporciona un plan de estudios regular para los estudiantes. Fo Guang Shan también tiene jardines de infancia, jardines de infancia y escuelas dominicales para niños.
Junto con Tzu Chi, Fo Guang Shan es la única organización budista importante en Taiwán que ofrece alguna forma de educación estrictamente secular, en oposición a la puramente religiosa.
En China continental, la orden se centra en el intercambio cultural en lugar de la religión como una forma de introducir ideas budistas, ya que la predicación es ilegal en China.
El enfoque de Fo Guang Shan sobre la propagación del Dharma se centra en simplificar el budismo para hacerlo más atractivo para las masas. La organización es conocida por utilizar técnicas y métodos de marketing modernos para predicar, como el uso de espectáculos de láser y pantallas multimedia. Los templos de Fo Guang Shan no tienen tarifa de entrada y no permiten muchas de las prácticas que se encuentran comúnmente en otros templos chinos, como la adivinación o la presencia de vendedores. A pesar de la popularidad de la organización, Fo Guang Shan ha recibido críticas por estar "demasiado centrado en el comercialismo, expandir su base de miembros y construir grandes templos". (Schak y Hsiao)

## Objetivos
- Difundir las enseñanzas budistas a través de actividades culturales.
- Fomentar el talento a través de la educación
- Beneficiar a la sociedad a través de programas benéficos.
- Purificar el corazón y la mente humanos a través de la práctica budista.

## Lemas

### Lema oficial

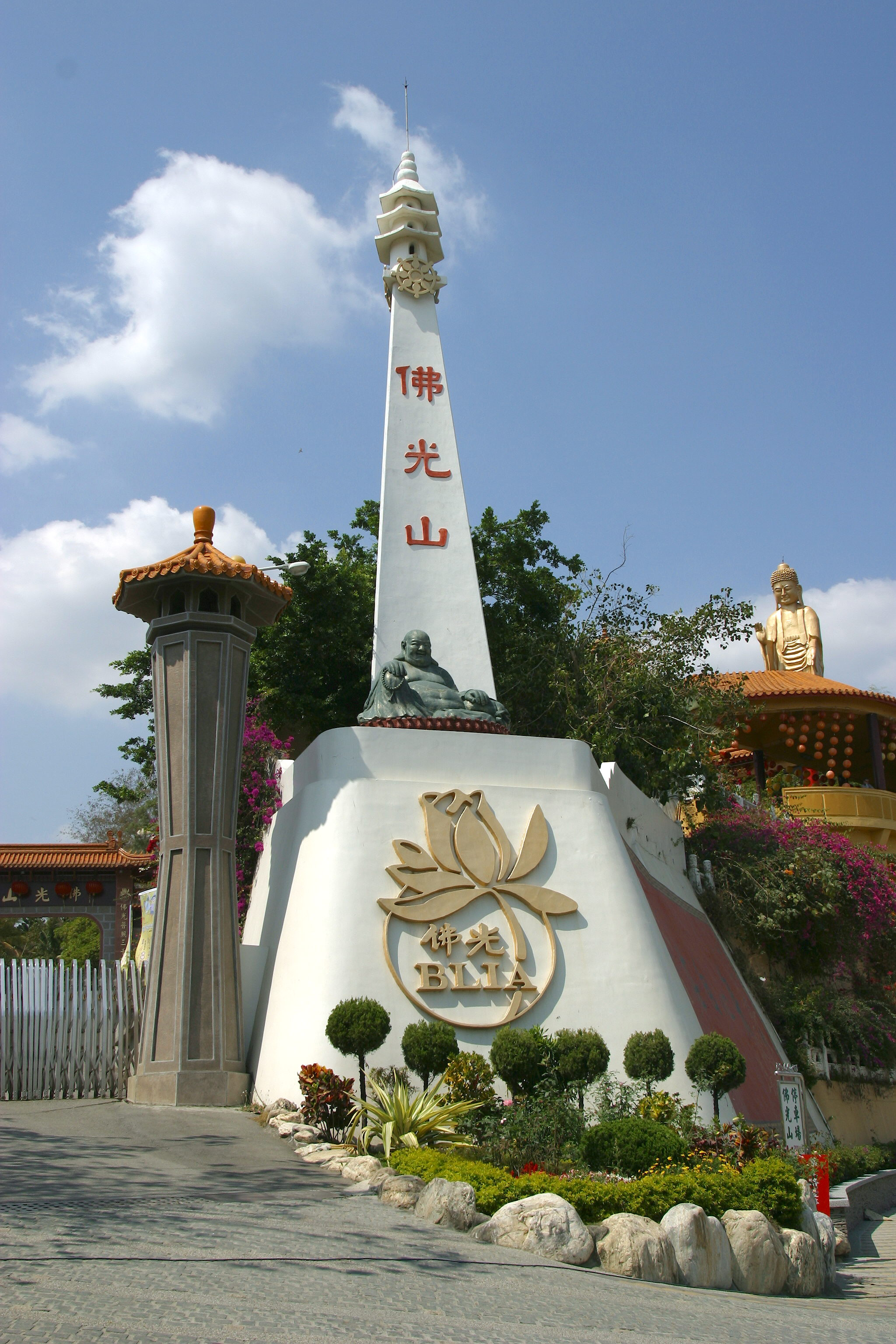
Entrada principal al monasterio Fo Guang Shan. También se ven el logotipo de BLIA, una estatua de Maitreya y, en el extremo derecho, la estatua de Amitabha.

Que la Luz de Buda brille sobre las diez direcciones. Que la corriente del Dharma fluya continuamente hacia los cinco grandes continentes.

### Los cuatro versos de Fo Guang Shan y BLIA
- Que la bondad, la compasión, la alegría y la ecuanimidad invadan todos los mundos;
- Que apreciemos y construyamos afinidades para beneficiar a todos los seres;
- Que Chan, Tierra Pura y Preceptos inspiren igualdad y paciencia;
- Que nuestra humildad y gratitud den lugar a grandes votos.[8]

### Directrices de BLIA
- Ofrezca confianza a los demás
- Ofrece alegría a los demás
- Ofrezca esperanza a los demás
- Ofrezca comodidad a los demás[9]

## Abades y directores

Hsing Yun (1967–1985)
Hsin Ping (1985–1995)
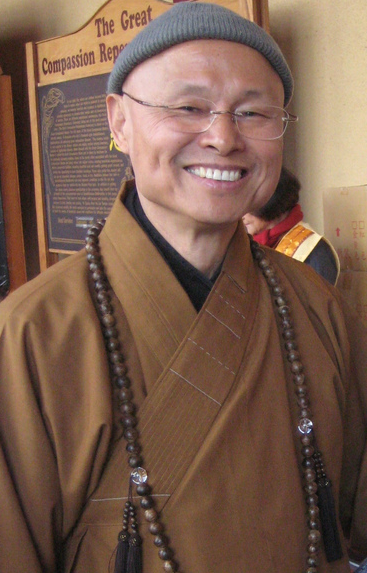
Hsin Ting (1997–2005)
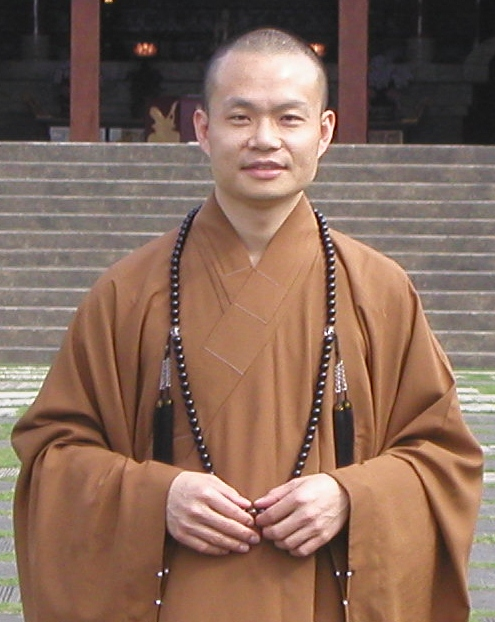
Hsin Pei (2005–2013)
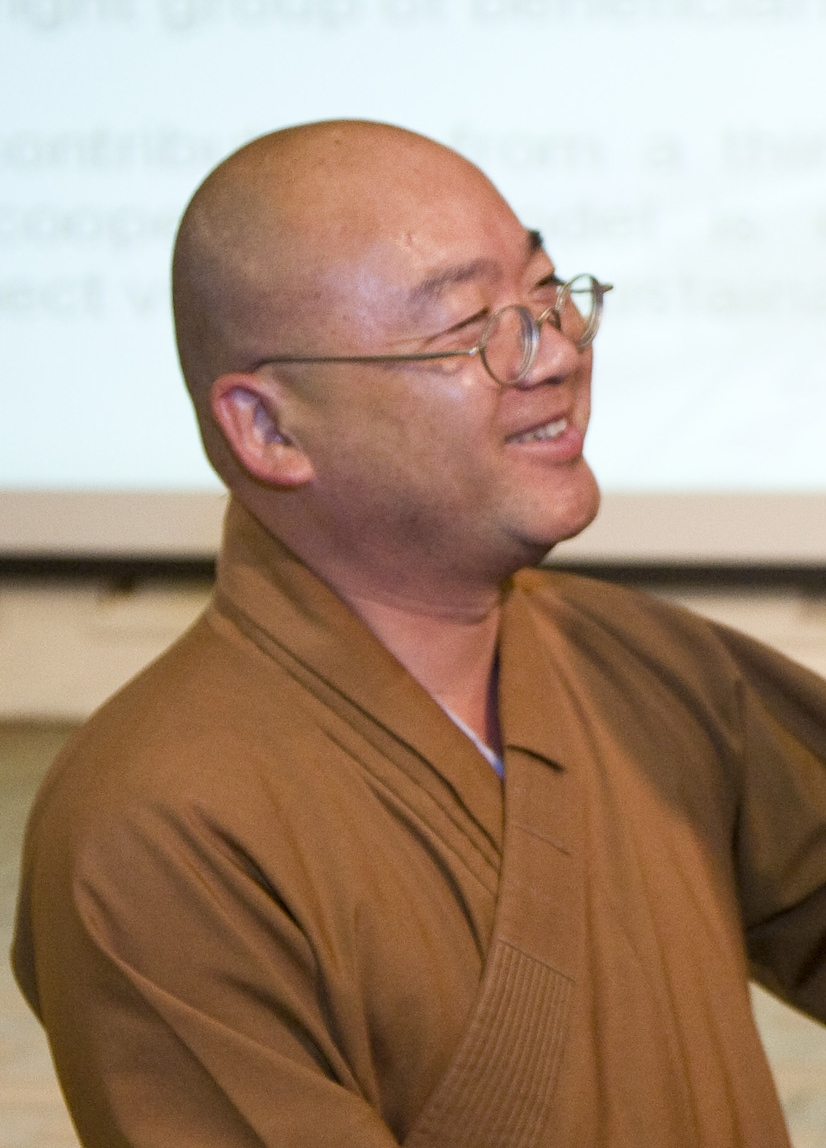
Hsin Bao (2013–present)

## Ramas
| - Fo Guang Shan Mabuhay Temple, Filipinas - Templo Zu Lai, Cotia, Brasil - Templo de Chung Tian, Queensland, Australia - Templo de Hsi Lai, California, EE. UU. | - Templo de Nan Hua, Sudáfrica - Templo Nan Tien, Berkeley, Australia - Templo de Fo Guang Shan (Auckland), Nueva Zelanda - Templo de Fo Guang Shan, Toronto, Canadá | - Templo de Guang Ming, Florida central, EE. UU. - London Fo Guang Shan Temple, Reino Unido |